# Paolo Borroni
Paolo Borroni (ur. 12 stycznia 1749 w Vogherze, zm. 25 sierpnia 1819) – włoski malarz neoklasycystyczny.
Borroni urodził się i kształcił w Vogherze, następnie w 1761 przeniósł się do Mediolanu gdzie studiował pod kierunkiem Calderiniego (lub Calderina). Przeniósł się do Parmy i studiował pod kierunkiem Benigna Rossiego. Zdobył nagrody Akademii Sztuk Pięknych w Parmie: drugą w 1770 i pierwszą w 1771 za Hannibala zwycięzcę po raz pierwszy spoglądającego z Alp w kierunku Italii. W tym samym konkursie startował młody Francisco Goya, który otrzymał jedynie wyróżnienie. W 1772 przeniósł się do Rzymu i pracował w pracowni Pompeo Batoniego, a po podróży do Wenecji wrócił do Vorghery w 1776.